# José Árbol y Bonilla
José Árbol y Bonilla (Zacatecas, 5 de febrero de 1853 - Ciudad de México, 13 de mayo de 1920) fue un astrónomo mexicano.
Hijo de Francisco Árbol y Bonilla y de María de Jesús Carrillo.
Ingresó en calidad de becario interno al Instituto Literario de García, donde obtuvo el título de ingeniero topógrafo en 1873. Estudió en la escuela de ingeniería civil de la Ciudad de México, fue pupilo del astrónomo Francisco Díaz Covarrubias quien le enseñó el manejo de los recursos meteorológicos. Regresó a la ciudad de Zacatecas hacia 1876 y se incorporó a la planta de profesores del Instituto de Ciencias. Realizó el trazo y construcción del sistema ferroviario Zacatecas-Guadalupe, participó en el establecimiento del Observatorio meteorológico del cerro de la Bufa, del que estuvo a cargo durante varios años. Viajó a través de Estados Unidos, Inglaterra, Francia y Bélgica con el objetivo de conseguir la maquinaria de hilados para el hospicio de niños de Guadalupe; además, consiguió aparatos de telegrafía y telefonía simultáneas que se utilizaron por mucho tiempo en la región y donó los instrumentos que se manejaron para las cátedras de física y química en el Instituto de Ciencias. Actualmente estos instrumentos componen el Museo Universitario de Ciencias de la Universidad Autónoma de Zacatecas. En 1911 fue nombrado rector de la Escuela Nacional de Artes y Oficios en la Ciudad de México. 
Escribió "Memorias sobre la agricultura y sus productos en el estado de Zacatecas", y el manual intitulado "Cosmografía elemental", en 1888, libro de texto en donde registra varias observaciones astronómicas desde el telescopio del Cerro de La Bufa. 
Desde 2007, la Universidad Autónoma de Zacatecas, heredera directa del viejo Instituto, ha instaurado la entrega de la Presea José Árbol y Bonilla, al mérito académico.